# Bik'at HaYarden (conseil général)
Le conseil régional de Bik'at HaYarden, en hébreu : מועצה אזורית בקעת הירדן, littéralement le  conseil régional de la vallée du Jourdain, est situé dans la vallée du Jourdain, des pentes des collines de Samarie au Jourdain. Il fait partie du district de Judée et Samarie, Cisjordanie. Sa population s'élève à 4 699 habitants en 2016. Il est entièrement compris dans les limites des Territoires occupés.

## Liste des colonies
- Argaman (en)
- Beka'ot (en)
- Gilgal (en)
- Gitit (en)
- Hamra
- Hemdat (en)
- Maskiot (en)
- Masua (en)
- Mehola (en)
- Mekhora (en)
- Mevo'ot Yeriho (en)
- Netiv HaGdud (en)
- Niran (en)
- Na'omi (en)
- Petza'el (en)
- Ro'i (en)
- Rotem (en)
- Shadmot Mehola (en)
- Tomer (en)
- Yafit (en)
- Yitav (en)

## Source de la traduction
- (en) Cet article est partiellement ou en totalité issu de l’article de Wikipédia en anglais intitulé « Bik'at HaYarden Regional Council » (voir la liste des auteurs).